# South Weald
South Weald is een nederzetting in het Engelse graafschap Essex. Het maakt deel uit van de 'borough' Brentwood sinds 1934. In 1861 telde het toen nog zelfstandige dorp 2116 inwoners.